# Verhandlungslösung
Die Verhandlungslösung ist ein spieltheoretisches Konzept zur Lösung von kooperativen Spielen. Dabei heißt ein Spiel kooperativ, wenn die Akteure durch ein abgestimmtes Vorgehen, d. h. durch eine gemeinsame Wahl einer Strategie, einen Zusatzgewinn gegenüber der Situation, in der jeder nur für sich spielt, erzielen können. In diesem Fall ist über die Aufteilung des Zusatzgewinns zu verhandeln, daher der Begriff Verhandlungslösung (engl. bargaining solution). Dieser Artikel beschränkt sich auf sogenannte Zweipersonenspiele, also auf Spiele, an denen nur zwei Spieler beteiligt sind.

## Die nicht-kooperative Situation
Die meisten Gesellschaftsspiele erfordern häufige strategische Entscheidungen der beteiligten Spieler, um einen für sie günstigen Spielausgang herbeizuführen. Legt man diese Entscheidungen für alle denkbaren Spielsituationen bereits vor Spielbeginn fest, so hat man es nur noch mit einer Strategie pro Spieler zu tun. Die Ausführung des Spiels besteht dann nur noch in der Befolgung der bereits getroffenen Entscheidungen. Das ist die Sichtweise des Mathematikers:
Ein nicht-kooperatives Zweipersonen-Spiel {\displaystyle \Gamma } besteht aus zwei Mengen {\displaystyle S_{1}} und {\displaystyle S_{2}} und zwei Abbildungen {\displaystyle a_{i}\colon S_{1}\times S_{2}\rightarrow {\mathbb {R} }}, man schreibt kurz {\displaystyle \Gamma =(S_{1},S_{2},(a_{1},a_{2}))}. Das Spiel besteht darin, dass jeder Spieler unabhängig vom anderen ein Element {\displaystyle s_{i}} aus seiner Strategiemenge {\displaystyle S_{i}} wählt. Der i-te Spieler erzielt daraufhin die Auszahlung {\displaystyle a_{i}(s_{1},s_{2})}.
Sind die Strategiemengen endlich, so kann man sie nummerieren und etwa {\displaystyle S_{1}=\{1,\ldots ,m\},S_{2}=\{1,\ldots ,n\}} setzen. Die Auszahlungsfunktionen sind dann durch zwei Matrizen {\displaystyle (a_{i}(j,k))_{j=1\ldots m,k=1\ldots n}} gegeben und man spricht von einem Bimatrixspiel.
Jeder Spieler kann sich durch Wahl der besten Strategie bei Unterstellung der für ihn ungünstigsten Strategiewahl des Gegenspielers einen gewissen Auszahlungsbetrag garantieren
- Spieler 1: {\displaystyle \sup _{s_{1}\in S_{1}}\inf _{s_{2}\in S_{2}}a_{1}(s_{1},s_{2})}
- Spieler 2: {\displaystyle \sup _{s_{2}\in S_{2}}\inf _{s_{1}\in S_{1}}a_{2}(s_{1},s_{2})}.

Das sind die so genannten Garantiewerte der Spieler. Werden Supremum und Infimum nicht angenommen, so hat man immerhin noch approximative Garantien.
Unter einem Nash-Gleichgewicht versteht man ein Paar {\displaystyle (s_{1},s_{2})} von Strategien aus {\displaystyle S_{1}\times S_{2}}, so dass sich ein Spieler durch einseitiges Abweichen von seiner Strategie höchstens verschlechtern kann.
In der Theorie der nicht-kooperativen Spiele, in der ein gemeinsames, abgesprochenes Abweichen nicht vorgesehen ist, kann ein Gleichgewicht als Lösung des Spiels verstanden werden.

## Das Gefangenendilemma
Die wohl bekannteste spieltheoretische Situation, die den Verhandlungsbegriff geradezu herausfordert, ist das Gefangenendilemma. Zwei Gefangene werden auf Grund zweifelhafter Beweislage eines gemeinschaftlichen Verbrechens beschuldigt. Jeder hat zwei Strategien zur Auswahl: 1 = Leugnen, 2 = Gestehen. Leugnen beide, so kann nur eine einjährige Haftstrafe verhängt werden, etwa wegen unerlaubten Waffenbesitzes und Ruhestörung. Gestehen beide, so werden je 8 Jahre fällig. Treffen unterschiedliche Strategien aufeinander, so geht der Geständige als Kronzeuge straffrei aus, der Leugner hingegen sieht sich einer 10-jährigen Haft gegenüber. Nimmt man als Auszahlung in diesem Bimatrixspiel das Negative der abzusitzenden Haftjahre, so gilt für die Auszahlungsmatrizen
{\displaystyle a_{1}={\begin{pmatrix}-1&-10\\0&-8\end{pmatrix}},\,\,a_{2}={\begin{pmatrix}-1&0\\-10&-8\end{pmatrix}}}
Der einzige Gleichgewichtspunkt ist offenbar (2,2), d. h. beide Gefangene gestehen. (1,1) ist kein Gleichgewicht, da sich jeder Spieler durch einen Strategiewechsel auf Kosten des anderen Straffreiheit sichern kann. Da das jeder Beteiligte weiß, erscheint die Strategiekombination (1,1) sogar sehr instabil.
Dennoch ist (1,1) sicher die optimale Lösung aus der Sicht der Delinquenten. Aber dazu müssten sie eine Absprache treffen können, d. h. über die einzusetzenden Strategien verhandeln. Das wird durch den Begriff der Kooperation modelliert.

## Kooperation
Um Verhandlungen mathematisch modellieren zu können, erweitern wir die Definition des nicht-kooperativen Spiels {\displaystyle \Gamma =(S_{1},S_{2},(a_{1},a_{2}))} zu {\displaystyle \Gamma =(S_{1},S_{2},K,(a_{1},a_{2}))} mit {\displaystyle K\supseteq S_{1}\times S_{2}} und {\displaystyle a_{i}\colon K\rightarrow {\mathbb {R} }}. Wir nennen K die Menge der kooperativen Strategien. Bei Wahl einer kooperativen Strategie k erhält der i-te Spieler die Auszahlung {\displaystyle a_{i}(k)}. Da {\displaystyle K\supseteq S_{1}\times S_{2}}, kann jeder Spieler auch seine eigene Strategie spielen, aber es handelt sich dabei möglicherweise um eine Absprache mit dem Mitspieler, der jetzt nicht mehr als Gegenspieler betrachtet wird.
Das Gefangenendilemma können wir mit {\displaystyle K=S_{1}\times S_{2}} modellieren, es kommt dann nur auf die Absprachemöglichkeit an. Betrachtet man etwa zwei Wirtschaftsakteure, die in der nicht-kooperativen Situation eigene Produktionsstrategien für denselben Markt haben, so sind durchaus kooperative Strategien denkbar, die über eine Absprache der Produktionsstrategien hinausgehen, z. B. die Gründung eines Kartells oder die Koordination der Produktion durch Hintereinanderschaltung verschiedener Verarbeitungsstufen. Was als kooperative Strategie erlaubt ist, ist Inhalt der Spielregeln, das Kartellgesetz ist so eine Spielregel.

## Verhandlungssituationen

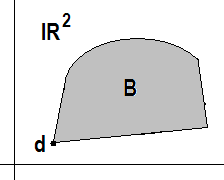
Verhandlungssituation

Wir konzentrieren uns nun auf das nebenstehende Bild einer gemeinsamen Auszahlungsfunktion {\displaystyle (a_{1},a_{2})} in {\displaystyle {\mathbb {R} }^{2}}, {\displaystyle B=(a_{1},a_{2})(K)\subset {\mathbb {R} }^{2}}, d. h. wir abstrahieren von den Strategien, die zu diesen Auszahlungen führen. {\displaystyle B} enthält einen Punkt {\displaystyle d=(d_{1},d_{2})}, der aus Auszahlungen besteht, die sich jeder Spieler auch allein sichern kann, z. B. die oben definierten Garantiewerte (auch Anfangsausstattung oder Drohpunkt genannt). Die Spieler werden sicher nur über Auszahlungen {\displaystyle x=(x_{1},x_{2})} verhandeln, bei denen {\displaystyle d_{1}\leq x_{1}} und {\displaystyle d_{2}\leq x_{2}} ist, denn sonst wäre ein Spieler mit seinem Garantiewert besser gestellt. Ferner sollte eine mögliche Auszahlung {\displaystyle x=(x_{1},x_{2})} mit {\displaystyle d_{1}<x_{1}} und {\displaystyle d_{2}<x_{2}} existieren, damit es für beide Spieler überhaupt etwas zu verhandeln gibt (Existenz eines Verhandlungsanreizes).
Zusätzlich gestatten wir den Spielern eine gemeinsame Wahrscheinlichkeitsverteilung {\displaystyle \mu } auf {\displaystyle K} zu wählen. Der Auszahlungspunkt errechnet sich dann als Erwartungswert:
{\displaystyle \int _{K}(a_{1}(k),a_{2}(k))\,d\mu (k).}
Die Menge {\displaystyle B} der möglichen Auszahlungspunkte dürfen wir daher als konvex annehmen, denn durch eine gemeinsame Wahl von {\displaystyle \mu } können die Spieler jede Konvexkombination von Auszahlungspunkten realisieren. Ferner können wir annehmen, dass {\displaystyle B} beschränkt ist, indem wir unbegrenzte Auszahlungsfunktionen als unrealistisch ausschließen. Nehmen wir {\displaystyle B} auch noch als abgeschlossen an, ist {\displaystyle B} sogar kompakt. Das motiviert folgende auf Ehud Kalai und Meir Smorodinsky zurückgehende Begriffsbildung:
Eine Verhandlungssituation ist ein Paar {\displaystyle (B,d)} mit folgenden Eigenschaften:
- {\displaystyle B\subset {\mathbb {R} }^{2}} konvex und kompakt,
- {\displaystyle d\in B},
- für alle {\displaystyle x\in B} gilt komponentenweise {\displaystyle d\leq x},
- es gibt ein {\displaystyle (x_{1},x_{2})\in B} mit {\displaystyle d_{1}<x_{1}} und {\displaystyle d_{2}<x_{2}}.

## Das Verhandlungsproblem
Ist {\displaystyle (B,d)} eine Verhandlungssituation, so nennt man die Wahl eines Auszahlungspunktes {\displaystyle x=(x_{1},x_{2})\in B} ein Verhandlungsergebnis. Der i-te Spieler erhält die Auszahlung {\displaystyle x_{i}}. Das Verhandlungsproblem besteht darin, in jeder Verhandlungssituation ein solches Verhandlungsergebnis zu finden. Ist {\displaystyle {\mathcal {B}}} die Menge aller Verhandlungssituationen, so definieren wir daher:
Eine Verhandlungslösung ist eine Funktion {\displaystyle \varphi \colon {\mathcal {B}}\rightarrow {\mathbb {R} }^{2}} mit {\displaystyle \varphi (B,d)\in B} für alle {\displaystyle (B,d)\in {\mathcal {B}}}.

## Eigenschaften von Verhandlungslösungen
Natürlich wird man von einer Verhandlungslösung gewisse Eigenschaften fordern, die die Lösung als „vernünftig“ erscheinen lässt. So ist die Verhandlungslösung {\displaystyle \varphi (B,d):=d} für alle {\displaystyle (B,d)\in {\mathcal {B}}} sicher nicht sehr „vernünftig“, da kein Spieler durch die Verhandlung mehr erhält als er sich ohnehin sichern könnte. Es geht daher im Folgenden darum, sinnvolle Eigenschaften zu finden, mit dem Ziel, dadurch in jeder Verhandlungssituation einen eindeutigen Auszahlungspunkt festzulegen.

### Pareto-Optimalität

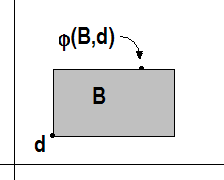
Ein Pareto-optimales Verhandlungsergebnis

Eine Verhandlungslösung {\displaystyle \varphi \colon {\mathcal {B}}\rightarrow {\mathbb {R} }^{2}} heißt Pareto-optimal,
wenn es für keine Verhandlungssituation {\displaystyle (B,d)\in {\mathcal {B}}} ein {\displaystyle x\in B} gibt mit {\displaystyle \varphi (B,d)<x} komponentenweise. D. h. es wird stets eine Verhandlungslösung gefunden, die keine gleichzeitige Besserstellung beider Parteien zulässt.
Diese Bedingung ist mathematisch einleuchtend. In der Praxis mag es schwierig sein, solche nicht verbesserungswürdigen Verhandlungslösungen zu finden.

### Symmetrie

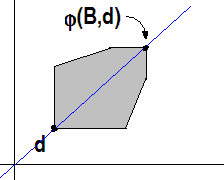
Ein symmetrisches Verhandlungsergebnis

Eine Verhandlungslösung {\displaystyle \varphi } heißt symmetrisch, falls folgendes gilt: Ist die Verhandlungssituation {\displaystyle (B,d)} symmetrisch, d. h. {\displaystyle d_{1}=d_{2}} und für alle {\displaystyle (x_{1},x_{2})\in B} ist auch {\displaystyle (x_{2},x_{1})\in B}, so stimmen auch die Komponenten des Verhandlungsergebnisses {\displaystyle \varphi (B,d)} überein.
Damit wird gefordert, dass sich die Verhandlungslösung in einer vollkommen symmetrischen Situation nicht ändert, wenn die Spieler ihre Rollen tauschen. Beiden Spielern wird gleiches Verhandlungsgeschick unterstellt.

### Unabhängigkeit von positiven linearen Transformationen
Wir betrachten positive lineare Transformationen {\displaystyle T\colon {\mathbb {R} }^{2}\rightarrow {\mathbb {R} }^{2},\,T(x_{1},x_{2})=(a_{1}x_{1}+b_{1},a_{2}x_{2}+b_{2})} mit {\displaystyle a_{1}>0,a_{2}>0}. T bedeutet für beide Komponenten eine Skalenänderung zusammen mit einer Verschiebung. Eine Verhandlungslösung {\displaystyle \varphi \colon {\mathcal {B}}\rightarrow {\mathbb {R} }^{2}} heißt unabhängig von positiven linearen Transformationen, falls für jede positive lineare Transformation T und jede Verhandlungssituation {\displaystyle (B,d)} gilt, dass {\displaystyle T(\varphi (B,d))=\varphi (T(B),T(d))}.
Die Forderung nach Unabhängigkeit von positiven linearen Transformationen ist mathematisch sehr naheliegend und für viele mathematische Überlegungen auch unabdingbar. Für die Praxis bedeutet das, dass die Verhandlungen unabhängig von der Skalengröße der Verhandlungsmasse verlaufen. Da Verhandlungen Zeit und Ressourcen kosten, kann man zweifeln, ob diese Forderung in der Praxis relevant ist.

### Unabhängigkeit von irrelevanten Alternativen

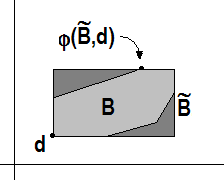
Die Punkte aus sind irrelevante Alternativen

Eine Verhandlungslösung {\displaystyle \varphi \colon {\mathcal {B}}\rightarrow {\mathbb {R} }^{2}} heißt unabhängig von irrelevanten Alternativen, wenn für zwei Verhandlungssituationen {\displaystyle (B,d),({\tilde {B}},d)} mit {\displaystyle \varphi ({\tilde {B}},d)\in B\subset {\tilde {B}}} stets {\displaystyle \varphi ({\tilde {B}},d)=\varphi (B,d)} gilt.
Diese Forderung erscheint naheliegend, besagt sie doch, dass eine in der größeren Verhandlungsmenge {\displaystyle {\tilde {B}}} gefundene Lösung, die bereits in der kleineren Verhandlungsmenge B liegt, auch die Lösung für die kleinere Verhandlungsmenge sein wird, denn selbst in der größeren Verhandlungsmenge kann man nichts Besseres finden. Gegen diese Forderung lassen sich wohl nur psychologische Einwände erheben: Eine veränderte Verhandlungssituation ändert das Verhandlungsverhalten.

### Monotonie

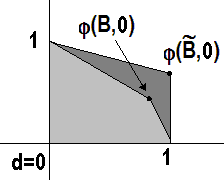
In der größeren Verhandlungsmenge verbessert sich die Situation für beide Spieler.

Für eine Verhandlungssituation {\displaystyle (B,d)} sei {\displaystyle m_{i}(B):=\sup\{x_{i};(x_{1},x_{2})\in B\}} die maximale Auszahlung, die für den i-ten Spieler überhaupt möglich wäre. Eine Verhandlungslösung {\displaystyle \varphi \colon {\mathcal {B}}\rightarrow {\mathbb {R} }^{2}} heißt monoton, falls für {\displaystyle (B,0),({\tilde {B}},0)\in {\mathcal {B}}} mit {\displaystyle m_{i}(B)=m_{i}({\tilde {B}})=1} für i=1,2 und {\displaystyle B\subset {\tilde {B}}} stets komponentenweise {\displaystyle \varphi (B,0)\leq \varphi ({\tilde {B}},0)} folgt.
Wenn sich also beide Spieler nur den Betrag 0 sichern können und beide maximal die Auszahlung 1 erzielen können, so sollte sich für keinen Spieler eine Verschlechterung ergeben, wenn man unter Beibehaltung dieser Bedingungen von einer kleineren Verhandlungsmenge zu einer größeren übergeht.

## Existenz und Eindeutigkeitssätze

### Die Nash’sche Verhandlungslösung
Satz von Nash: Es gibt genau eine Pareto-optimale, symmetrische, von positiven linearen Transformationen unabhängige und von irrelevanten Alternativen unabhängige Verhandlungslösung.
Wenn zwei Spieler die hier genannten vier Forderungen an eine Verhandlungslösung akzeptieren, dann gibt es also in jeder Verhandlungssituation eine eindeutige Verhandlungslösung, diese nennt man die Nash’sche Verhandlungslösung. Diese Verhandlungslösung kann wie folgt ermittelt werden: Ist {\displaystyle (B,d)} eine Verhandlungssituation, so nimmt die Funktion {\displaystyle f\colon B\rightarrow {\mathbb {R} },\,f(x_{1},x_{2})=(x_{1}-d_{1})\cdot (x_{2}-d_{2})} in genau einem Punkt aus B das Maximum an, und dieser Punkt ist die Nash’sche Verhandlungslösung.
Die Nash’sche Verhandlungslösung ist nicht monoton!

### Die monotone Verhandlungslösung
Satz von Kalai-Smorodinsky: Es gibt genau eine Pareto-optimale, symmetrische, von positiven linearen Transformationen unabhängige und monotone Verhandlungslösung.
Diese Lösung nennt man die monotone Verhandlungslösung. Zur Ermittlung der monotonen Verhandlungslösung bestimmt man zu einer gegebenen Verhandlungssituation {\displaystyle (B,d)} eine positive lineare Transformation T, so dass {\displaystyle T(d)=0} und {\displaystyle m_{1}(T(B))=m_{2}(T(B))=1}. Auf der Geraden {\displaystyle \{(x,x);x\in {\mathbb {R} }\}} gibt es einen bzgl. der komponentenweisen Ordnung größten Punkt {\displaystyle (x^{*},x^{*})\in T(B)}. Das gesuchte Verhandlungsergebnis ist dann {\displaystyle T^{-1}(x^{*},x^{*})}.

## Verhandlungslösung des Gefangenendilemmas

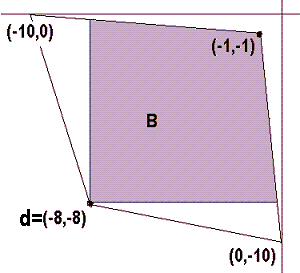
Es wird nur über den grau-schattierten Bereich verhandelt.

In der Situation des Gefangenendilemmas besteht die Menge der möglichen gemeinsamen Auszahlungen mit den oben genannten Zahlen aus den vier Punkten (-8,-8),(0,-10),(-10,0) und (-1,-1). Die konvexe Hülle ist das von diesen Punkten erzeugte Viereck. Der Garantiepunkt ist d=(-8,-8). Über nicht grau schattierte Punkte nebenstehender Zeichnung gibt es nichts zu verhandeln, der grau schattierte Bereich ist also die Verhandlungsmenge B. Beide Lösungskonzepte, die Nash’sche und die monotone Verhandlungslösung, führen auf (-1,-1) als Lösung.

## Abschließende Bemerkungen
- Häufig liest man von der Forderung der individuellen Rationalität, wonach das Verhandlungsergebnis stets komponentenweise nicht schlechter als der Garantiepunkt sein darf. In der hier gegebenen Darstellung steckt diese Forderung bereits in der Definition der Verhandlungssituation.
- Zur Monotonie hätte man allgemeiner fordern können, dass sich in jeder Verhandlungssituation die Situation für beide Spieler nur verbessern kann, wenn man die Verhandlungsmenge B unter sonst gleichen Bedingungen vergrößert. Es zeigt sich, dass diese Forderung so stark ist, dass sie keine Verhandlungslösung mehr zulässt.
- Bei der monotonen Verhandlungslösung ist gegenüber der Nash’schen Verhandlungslösung lediglich die Unabhängigkeit von irrelevanten Alternativen durch die Monotonieforderung ersetzt worden.
- Die Nash’sche und die monotone Verhandlungslösung stimmen in symmetrischen Verhandlungssituationen überein, wie z. B. im Gefangenendilemma.
- Der kanadisch-amerikanische Philosoph David Gauthier entwirft bei der Ausformulierung seiner Moralphilosophie eine eigenständige Lösungsvariante des Verhandlungsspiels, die sich dadurch auszeichnet, dass sich die zwei rationalen Akteure durch Zugeständnisse immer weiter annähern und demnach so lange verhandeln, bis das Maximum dieser relativen Konzessionen minimal wird (Minimax-Prinzip der relativen Konzessionen). Ein rationaler Spieler – so Gauthier – wäre prima facie nicht bereit, einem Verhandlungsergebnis zuzustimmen, bei dem der Grad seiner relativen Konzessionen höher ist als derjenige des anderen Spielers. Im Allgemeinen unterscheidet sich die Gauthier-Lösung von der Nash-Lösung. Für Spiele mit symmetrischen Verhandlungsräumen fallen die Lösungen jedoch zusammen, denn beide Beteiligten erhalten sodann dieselben Auszahlungen. Dieser Aspekt ist für Gauthier Anlass zur Behauptung, dass seine rationale Lösung zugleich die moralische Lösung ist. Er argumentiert also für die Plausibilität seines Vorschlages unter Rückgriff auf seine Auffassung der Konzessionen: Dem Akteur, der mehr zur kooperativen Einigung beiträgt, sollten entsprechend mehr Anteile am Kooperationsgewinn zustehen. Dies zu akzeptieren sei rational. Moralische Einschränkungen sind demzufolge als unparteiische Faktoren ("impartiality") insofern legitim, als sie für die Gesamtheit aller Beteiligten letztendlich vorteilhafter zur Erfüllung der individuellen Bedürfnisse sind. Moralität und (aufgeklärte) Rationalität fallen in diesem theoretischen Ansatz zusammen.